# Campañas omeyas en India
En la primera mitad del siglo VIII, el Califato de los Omeyas comenzó su expansión hacia la India. Tras la conquista árabe en 712 de Sindh, en el actual Pakistán, los ejércitos árabes se enfrentaron a los reinos localizados más al este del río Indo. Entre 724 y 810, los árabes disputaron una serie de batallas con el emperador del norte de la India Nagabhata I, de la dinastía Gurjara-Pratihara, con el emperador del sur de la India Vikramaditya II, de la dinastía chalukya y con otros pequeños reinos indios. En el norte, Nagabhata de la dinastía Gurjara-Pratihara derrotó a una importante expedición árabe en la región de Malwa. Desde el sur, Vikramaditya II envió a su general Pulakesi, quien derrotó a los árabes en Gujarat. Más tarde, en 776, una expedición naval árabe fue derrotada por la flota naval Saindhava bajo el mando de Agguka I.
Las derrotas árabes llevaron al final de su expansión hacia el este, y más tarde se manifestaron en el derrocamiento de los gobernantes árabes en Sindh y en el establecimiento de dinastías musulmanas rajput indígenas (Soomras y Sammas) allí.

## Antecedentes

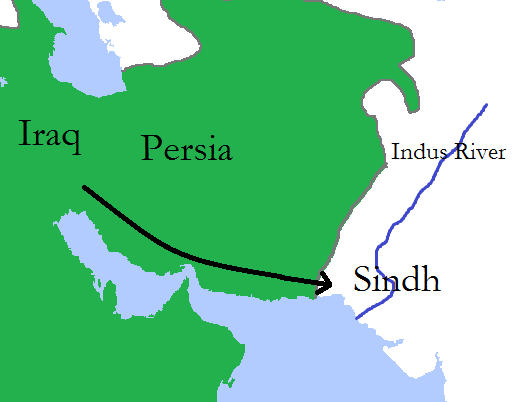
Un mapa de la expedición de Muhammad bin Qasim a Sindh en el 711

A principios del siglo VIII, tras el reinado del emperador Harshavardhana, el norte de la India se dividió en varios reinos, pequeños y grandes. El noroeste estaba controlado por la dinastía Karkota, con capital en Cachemira, y los Shahis hindúes con sede en Kabul. Kanauj, la capital de facto del norte de la India, estaba en manos de Yashovarman, el noreste de la India estaba en manos de la dinastía Pala y el sur de la India dependía de los poderosos chalukyas. La India occidental estaba dominada por la dinastía Rai de Sindh, y varios reinos de los clanes Gurjara, con sede en Bhinmal (Bhillamala), Mandor, Nandol-Broach (Nandipuri-Bharuch) y Ujjain. El último de esos clanes, que se llamaban a sí mismos pratiharas, sería la fuerza que finalmente dominaría. La región combinada del sur de Rajastán y del norte de Gujarat se llamó Gurjaratra (país de Gurjara), antes de que en la época medieval posterior se le cambiara el nombre a Rajputana. La península de Kathiawar (Saurashtra) estaba controlada por varios reinos pequeños, como el de los saindhavas, dominados por los maitrakas en Vallabhi.
La tercera ola de expansión militar del califato Omeya duró desde 692 hasta 718. El reinado de Al-Walid I (705-715) vio las conquistas más espectaculares de Marwanid Umayyad, en un período de apenas diez años, ya que África del Norte, la península ibérica, Transoxiana y Sindh fueron sometidas y colonizadas. Sindh, controlada en ese momento por el rey Raja Dahir de la dinastía Rai, fue capturado por el general omeya Muhammad bin Qasim. Si bien Sindh, que paso entonces a ser una provincia de segundo nivel del Califato (iqlim) con capital en Al Mansura, era una base adecuada desde donde podrían organizarse las expediciones militares a la India, después de la partida de bin Qasim, la mayoría de sus territorios capturados fueron recuperados por los reyes indios.
Durante el reinado de Yazid II (720-724), la cuarta expansión se lanzó en todas las fronteras en guerra, incluida la India. La campaña duró desde 720 hasta 740. Durante el gobierno de Yazid, no hubo un control significativo de la expansión árabe. Sin embargo, el advenimiento de Hisham ibn Abd al-Malik (r. 724-743), el décimo califa omeya, dio un giro en la fortuna de los omeyas que resultó en una derrota final en todos los frentes y en el completo final del expansionismo árabe. El hiato de 740 a 750, debido al agotamiento militar, también vio el advenimiento de la tercera de una serie de guerras civiles, que provocó el colapso del califato de los omeyas.

## Campaña de Muhammad bin Qasim (712-715)

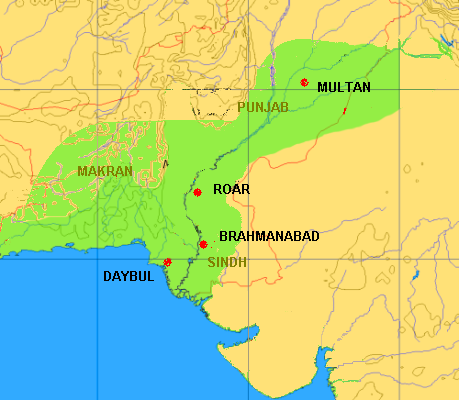
Extensión y expansión del gobierno omeya bajo Muhammad bin Qasim en la India medieval (las fronteras estatales modernas se muestran en rojo).

Después de tomar el control total de Sindh, Muhammad bin Qasim escribió a 'los reyes de Hind' pidiéndoles que se rindieran y aceptaran la fe del Islam. Envió una fuerza contra Al-Baylaman (Bhinmal), que se dice habría ofrecido su sumisión. El pueblo Mid de Surast (Maitrakas de Vallabhi) también hizo la paz. Bin Qasim envió luego una caballería de 10.000 hombres hacia Kanauj, junto con un decreto del Califa. Él mismo fue con un ejército a la prevaleciente frontera de Cachemira llamada panj-māhīyāt (en el oeste de Punjab). Nada se sabe de la expedición de Kanauj. La frontera de Cachemira podría ser la que se conoce como al-Kiraj en los registros posteriores (reino de Kira en el valle de Kangra, Himachal Pradesh), que aparentemente fue sometido.
Bin Qasim fue requerido en 715 y murió en el camino. Al-Baladhuri escribe que, tras su partida, los reyes de al-Hind habían regresado a sus reinos. El período del califa Omar II (r. 717-720) fue relativamente pacífico. Omar invitó a los reyes de al-Hind a convertirse al islam y a convertirse en sus súbditos, a cambio de lo cual seguirían siendo reyes. Hullishah de Sindh y otros reyes aceptaron la oferta y adoptaron los nombres árabes. Durante los califatos de Yazid II (r. 720-724) y de Hisham (r. 724-743), se reanudó la política de expansión. Junayd ibn Abd ar-Rahman al-Murri (o Al Junayd) fue nombrado gobernador de Sindh en 723.[cita requerida]

## Campaña de Al Junayd (723-726)

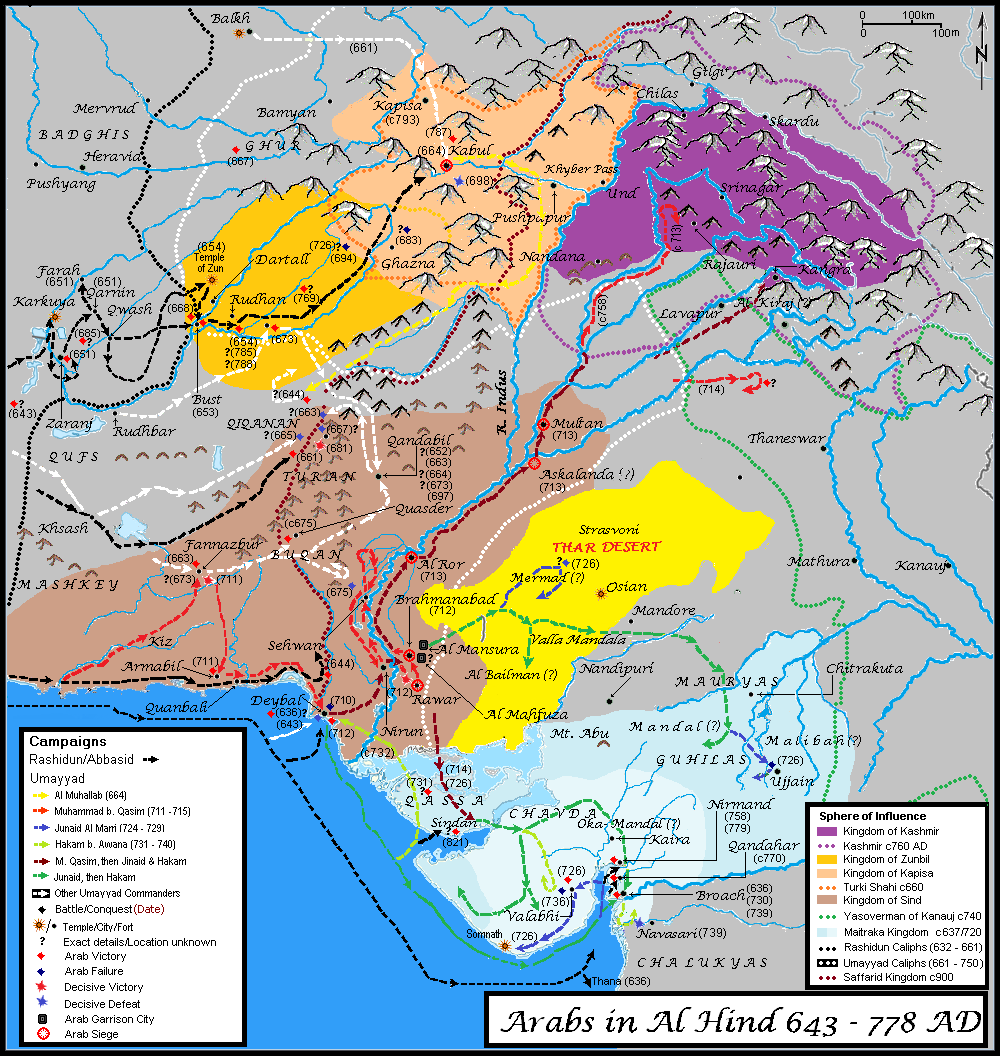
Campañas árabes en el subcontinente indio. Una representación genérica, no a escala exacta..

Después de someter la región de Sindh, Junayd envió campañas a varias partes de la India. La justificación fue que esas partes habían acordado rendir tributo a Bin Qasim pero que luego no lo hicieron más. El primer objetivo fue al-Kiraj (posiblemente el valle de Kangra), cuya conquista acabó efectivamente con ese reino. Se llevó a cabo una gran campaña en Rajasthan que incluyó a Mermad (Maru-Mala, en Jaisalmer y al norte de Jodhpur), al-Baylaman (Bhillamala o Bhinmal) y Jurz (país de Gurjara, el sur de Rajastán y el norte de Gujarat). Otra fuerza fue enviada contra Uzayn (Ujjain), que hizo incursiones en su país (Avanti) y algunas partes de él fueron destruidas (la ciudad de Baharimad, no identificada). Ujjain en sí puede no haber sido conquistado. También se envió una fuerza separada contra al-Malibah (región de Malwa, al este de Ujjain), pero del resultado no se conocen registros.
Hacia el norte, los omeyas intentaron expandirse en el Punjab, pero fueron derrotados por Lalitaditya Muktapida de Cachemira. Se envió otra fuerza al sur. Sometió a Qassa (Kutch), al-Mandal (quizás Okha), Dahnaj (no identificada), Surast (Saurashtra) y Barus o Barwas (Broach).
Los reinos debilitados o destruidos fueron los bhattis de Jaisalmer, los gurjaras de Bhinmal, los mauryas de Chittor, los guhilots de Mewar, los kacchelas de Kutch, los maitrakas de Saurashtra y los gurjaras de Nandipuri. En total, Al-Junayd pudo haber conquistado todo Gujarat, una gran parte de Rajastán y algunas partes de Madhya Pradesh. Blankinship afirma que se trató de una invasión a gran escala con la intención de fundar una nueva provincia del Califato.
En 726, el Califato reemplazó a Al-Junayd por Tamim ibn Zaid al-Utbi como gobernador de Sindh. Durante los siguientes años, todas las ganancias obtenidas por Junayd se perdieron. Los registros árabes no explican el porqué, salvo para afirmar que las tropas del Califato, procedentes de tierras distantes como Siria y Yemen, abandonaron sus puestos en la India y se negaron a regresar. Blankinship admite la posibilidad de que los indios se hubieran rebelado, pero cree que sería más probable que los problemas fueran internos de las fuerzas árabes.
Se dice que el gobernador Tamim huyó de Sindh y murió en el camino de regreso. El Califato nombró a al-Hakam ibn Awana al-Kalbi (Al-Hakam) en el año 731 que gobernó hasta 740.

## Al-Hakam y la resistencia india (731-740)
Al-Hakam restauró el orden en Sindh y Kutch y construyó fortificaciones seguras en Al-Mahfuzah y Al-Mansur. Luego procedió a retomar los reinos indios previamente conquistados por Al-Junayd. Las fuentes árabes guardan silencio sobre los detalles de las campañas. Sin embargo, varias fuentes indias registran varias  victorias sobre las fuerzas árabes.
El rey Gurjara de Nandipuri, Jayabhata IV, documentó, en una inscripción fechada en 736, que acudió en ayuda del rey de Vallabhi y que infligió una aplastante derrota a un ejército tājika (árabe). Luego, los árabes invadieron el reino de Jayabhata y se dirigieron a Navsari en el sur de Gujarat. La intención árabe podría haber sido hacer incursiones en el sur de India. Sin embargo, al sur del río Mahi se encontraba el poderoso imperio chalukya. El virrey chalukyan en Navsari, Avanijanashraya Pulakeshin, derrotó decisivamente a las fuerzas invasoras árabes como se documenta en una donación de Navsari de 739. El ejército tājika derrotado fue, según la donación, uno que había atacado a los reyes «Kacchella, Saindhava, Saurashtra, Cavotaka, Maurya y Gurjara». Pulakesi recibió posteriormente los títulos de «pilar sólido del Decán» (Dakshināpatha-sādhāra) y de «repelente de lo irreparable» (Anivartaka-nivartayitr). El príncipe Rashtrakuta Dantidurga, que era feudatario de los chalukyas en ese momento, también jugó un papel importante en la batalla.
Los reinos recogidos en la concesión de Navsari se interpretan de la siguiente manera: los kacchelas era la gente de Kutch; se cree que los saindhavas eran emigrantes de Sindh, quienes presumiblemente se mudaron a Kathiawar después de la ocupación árabe de Sindh en 712, estableciéndose en el extremo norte de Kathiawar, y que tenían un gobernante con el nombre de Pushyadeva; los cavotakas (también llamados capotaka o capa) también estaban asociados con Kathiawar, con su capital en Anahilapataka. Los saurashtras se encontraraian al sur de Kathiawar; los mauryas y gurjaras están abiertos a interpretación. Blankinship los toma como los mauryas de Chittor y los gurjaras de Bhinmal, mientras que Baij Nath Puri los toma como una línea subsidiaria de los mauryas con sede en Vallabhi y los gurjaras de Bharuch bajo Jayabhata IV. Según la interpretación de Puri, esta invasión de las fuerzas árabes se limitó a las partes meridionales del actual Gujarat que afectaría a varios reinos pequeños, que terminaría cuando llegaron al imperio Chalukya.
Las indicaciones son que Al-Hakam fue infravalorado. Se registra una solicitud de refuerzos del Califato en 737, con 600 hombres enviados, un contingente sorprendentemente pequeño. Incluso esa fuerza fue absorbida en su paso por Irak para sofocar una rebelión local. Se cree que la derrota a manos de los chalukyas fue un golpe para las fuerzas árabes con grandes costos en hombres y armas.
Las fuerzas árabes debilitadas fueron expulsadas por las subsidiarias de los antiguos reyes. El príncipe guhilot Bappa Rawal (r. 734-753) expulsó a los árabes que pusieron fin a la dinastía maurya en Chittor.  Un jainista prabandha menciona un rey Nahada, quien se dice que fue el primer gobernante de su familia en Jalore, cerca de Bhinmal, y que entró en conflicto con un gobernante musulmán a quien derrotó. Nahada se identifica con Nagabhata I (r. 730–760), el fundador de la dinastía Gurjara-Pratihara, que se cree que comenzó desde el área de Jalore-Bhinmal y se extendió hacia Avanti en Ujjain. La inscripción gwalior del rey Bhoja I, dice que Nagabhata, el fundador de la dinastía, derrotó a un poderoso ejército de Valacha Mlecchas (extranjeros llamados "Baluchs") alrededor de 738. Aunque son muchos los historiadores que creen que Nagabhata rechazó a las fuerzas árabes en Ujjain.
Baij Nath Puri afirma que las campañas árabes al este del Indo resultaron ineficaces. Sin embargo, tuvieron el efecto involuntario de integrar los reinos indios en Rajasthan y Gujarat. Los chalukyas extendieron su imperio hacia el norte después de luchar con éxito contra los árabes. Nagabhata I se aseguró una posición firme y sentó las bases para una nueva dinastía, que se convertiría en el principal elemento de disuasión contra la expansión árabe. Blankinship también señala que las campañas de Hakam provocaron la creación de reinos más grandes y más poderosos, lo que fue contrario a los intereses del Califato. Al-Hakam murió en batalla en 740 mientras luchaba contra los Meds del norte de Saurashtra (Maitrakas, probablemente bajo el control de los chalukyas en ese momento).

## Consecuencias
Tras la muerte de Al-Hakam, la presencia musulmana había terminado efectivamente en el subcontinente indio, excluyendo en Sindh. El sucesor de Al-Hakam 'Amr bin Muhammad bin al-Qasim al-Thaqafi (r. 740-743) no tuvo la oportunidad de emprender ninguna ofensiva. Los sindhis se rebelaron quizás con la ayuda de los reinos indios, eligieron a un rey y sitiaron a 'Amr en la capital al-Mansura. Escribió a Yusub bin Umar, gobernador de Irak, para obtener ayuda y se le proporcionaron 4000 hombres para someter la revuelta lo que pudo conseguir. Se dice que el siguiente gobernador habría realizado dieciocho campañas. Si hubiera sido así, probablemente fueran insignificantes porque la única fuente que informó sobre ellas no da detalles y los musulmanes nunca se expandieron más allá de Sindh de nuevo.
La muerte de Al-Hakam puso fin a la presencia árabe en el este de Sindh. En los años siguientes, los árabes estaban preocupados por controlar Sindh. Hicieron incursiones ocasionales en los puertos marítimos de Kathiawar para proteger sus rutas comerciales, pero no se aventuraron tierra adentro en los reinos indios. Dantidurga, el jefe rashtrakuta de Berar se volvió contra sus señores chalukyas en 753 y se independizó. Los Gurjara-Pratiharas, inmediatamente al norte, se convirtieron en sus enemigos y los árabes se convirtieron en sus aliados, debido a la lógica geográfica así como a los intereses económicos del comercio marítimo. Los pratiharas extendieron su influencia a lo largo de Gujarat y Rajasthan, casi hasta el borde del río Indo, pero su impulso para convertirse en el poder central del norte de la India fue frustrado repetidamente por los rashtrakutas. Este difícil equilibrio de poder entre las tres potencias duró hasta el final del califato.[cita requerida]
Más tarde, en 776, una flota naval árabe fue derrotada por una expedición naval Saindhava bajo el mando de Agguka I.

## Lista de grandes batallas
La siguiente tabla enumera algunos de los principales conflictos militares durante las expediciones árabes en Gujarat y Rajasthan. Se colorean los bandos victoriosos, «árabe» e  «india»
| Año     | Agresor | Localización                         | Comandante                                     | Detalles |
| ------- | ------- | ------------------------------------ | ---------------------------------------------- | --- |
| 636     | Árabes  | Tanah, cerca de Mumbai               | Califa Umar                                    | Gran ataque naval. |
| 713     | Árabes  | Multan                               | Muhammad ibn Qasim                             | Se completó la conquista musulmana del Sindh urbano. |
| 715     | Indios  | Alor                                 | Hullishah, al-Muhallab                         | El ejército indio retoma a las principales ciudades de los musulmanes. |
| 715     | Indios  | Mehran                               | Hullishah, al-Muhallab                         | Los musulmanes detienen la contraofensiva hindú. |
| 718     | Indios  | Brahmanabadh                         | Hullishah, al-Muhallab                         | Los indios reanudan los ataques. |
| 721     | Árabes  | Brahmanabadh                         | al-Muhallab, Hullishah                         | Hullishah se convierte en musulmán, probablemente debido a reveses militares. |
| 724-740 | Árabes  | Uzain, Mirmad, Dahnaj, otros         | Junayd of Sindh                                | Incursiones en India como parte de la política omeya en India.. |
| 725     | Árabes  | Avanti                               | Junayd, Nagabhata I                            | Derrota de la gran expedición árabe contra Avanti. |
| 735-736 | Árabes  | Vallabhi, Nandipuri, Bharuch         | Junayd, Pushyadeva, Siladitya IV, Jayabhata IV | Maitraka, la capital, saqueada en una incursión árabe. Árabes derrotaron a los kachchelas (de Kutch), saindhavas, Surastra (maitrakas), Chavotkata (chavdas), mauryas y Gurjaras de Lata. |
| 738-739 | Indios  | Navsari                              | Avanijanashraya Pulakeshin                     | Los árabes fueron derrotados por las fuerzas chalukyas. |
| 740     | Árabes  | Chittor                              | Maurya de Chittor                              | Los indios rechazan un asedio árabe. |
| 743?    | Árabes  | al-Bailaman, al-Jurz                 | Junayd                                         | Anexionado por los árabes. |
| 759     | Árabes  | Colinas Barda, Porbandar             | Krishnaraja I, Amarubin Jamal                  | Ataque naval árabe derrotado por la flota de Saindhava. |
| 754-775 | Árabes  | ar-Rukhraj, Kabul, Kandahar, Kashmir | Califa Al-Mansur                               | Fuertes incursiones y asedios, pero pocas anexiones por parte de los árabes. |
| 776-778 | Árabes  | Saurashtra                           | Agguka I, Califa Al-Mahdi                      | Asalto anfibio árabe aniquilado. |
| 780-787 | Árabes  | Fuerte Tharra, Bagar, Bhaqmbur       | Haji Abu Turab                                 | Una ofensiva árabe vigorosa captura varios puestos de avanzada importantes de la India.                                                                                                   |
| 786-791 | Árabes  | Kabul                                | Califa ar-Rashid                               | Fracasa un importante intento de asedio árabe. |
| 800-810 | Indios  | Frontera Sindh                       | Nagabhata II, Califa Al-Amin                   | Varios puestos de avanzada árabes caen en incursiones Pratihara . |
| 810-820 | Árabes  | Kabul                                | Calida Al-Ma'mun, Nagabhata II                 | Kabul cae en manos árabes y luego es retomada por los hindúes.. |
| 820-830 | Árabes  | Fuerte Sindan                        | al-Fadl ibn Mahan                              | Sindan capturado, pero disturbios indios hacen imposible la pacificación de la región. |
| 839     | Indios  | Fuerte Sindan                        | Mihira Bhoja                                   | Los indios expulsan a la guarnición árabe. |
| 845     | Indios  | Yavana                               | Dharmpala?                                     | El principado árabe se convierte en vasallo de Pratiharas. |
| 845-860 | Indios  | Pratihara-Sindh                      | Mihira Bhoja                                   | Tregua inquieta entre Sindh y Rajputana. |
| 860     | Indios  | Rajputana-Sindh                      | Kokkalla I                                     | Incursiones de los Kalachuri en Sindh para financiar la guerra con el reino de Pratihara.                                                                                                 |